# Dolmen von Loose

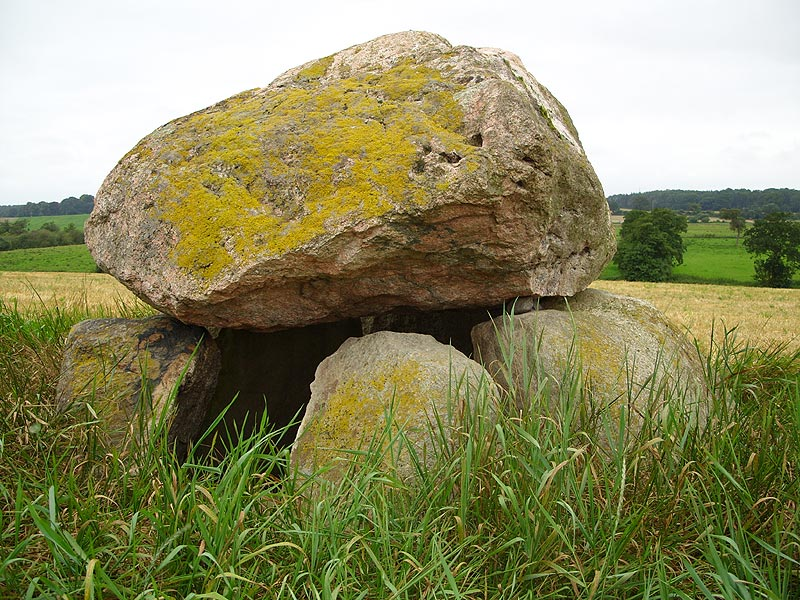
Dolmen von Loose

Der Dolmen von Loose ist ein erweiterter Dolmen und befindet sich etwa 1,6 km nordöstlich von Loose im Kreis Rendsburg-Eckernförde in Schleswig-Holstein, 50 m westlich der B203. Es ist ein Großsteingrab mit der Sprockhoff-Nr. 58. Es entstand zwischen 3500 und 2800 v. Chr. als Megalithanlage der Trichterbecherkultur (TBK).

## Die Kammer
Die Nordwest-Südost orientierte Kammer ist gut erhalten. Sämtliche Steine sind vorhanden und befinden sich in situ. Die Langseiten bestehen aus zwei Tragsteinpaaren. Am nordwestlichen Ende befindet sich ein Abschlussstein, gegenüber ein niedriger Eintrittstein. Die Kammer ist mit einem Deckstein bedeckt, seine Maße betragen 2,4 × 1,9 × 1,3 m. Die Steine bestehen aus rotem Granit.

Dolmen von Loose
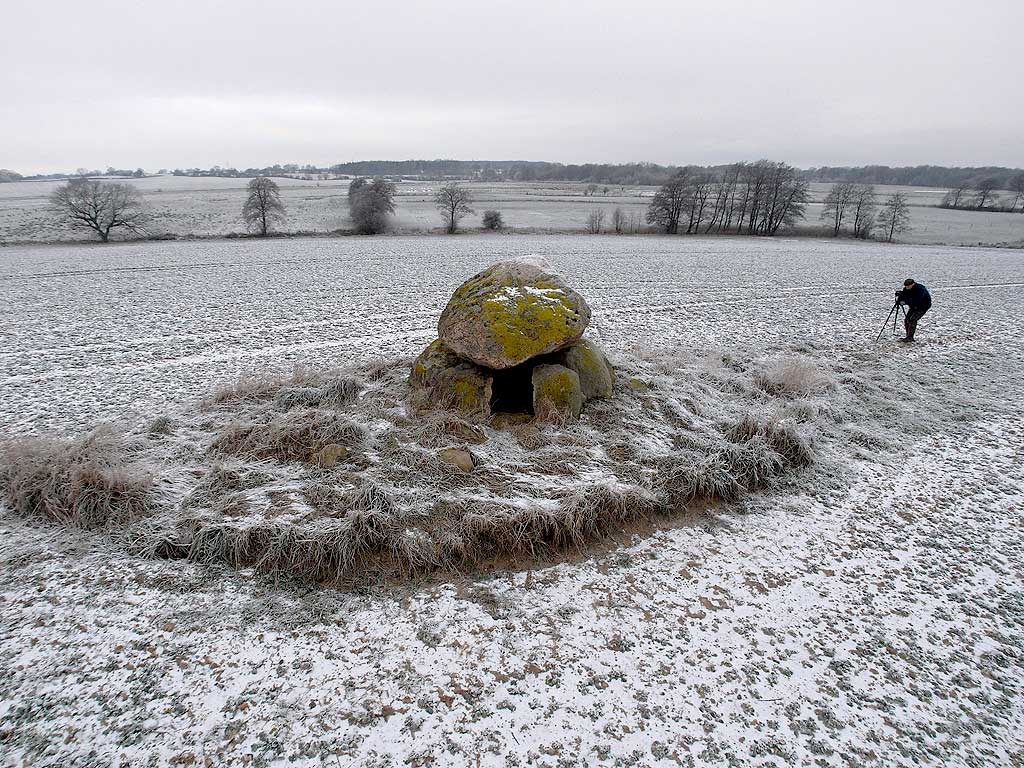
Der Dolmen von Loose im Winter
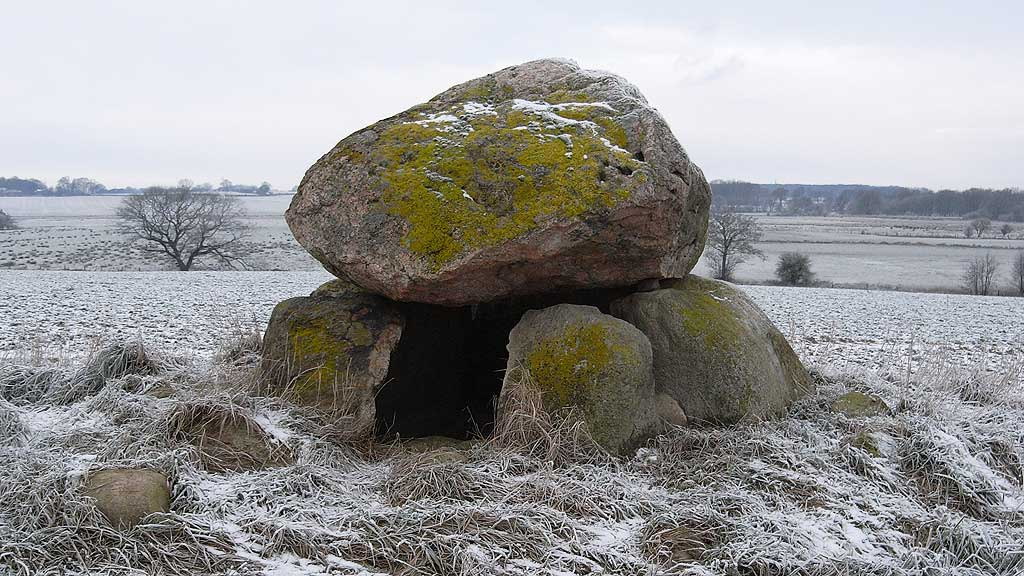
Der Dolmen von Loose im Winter
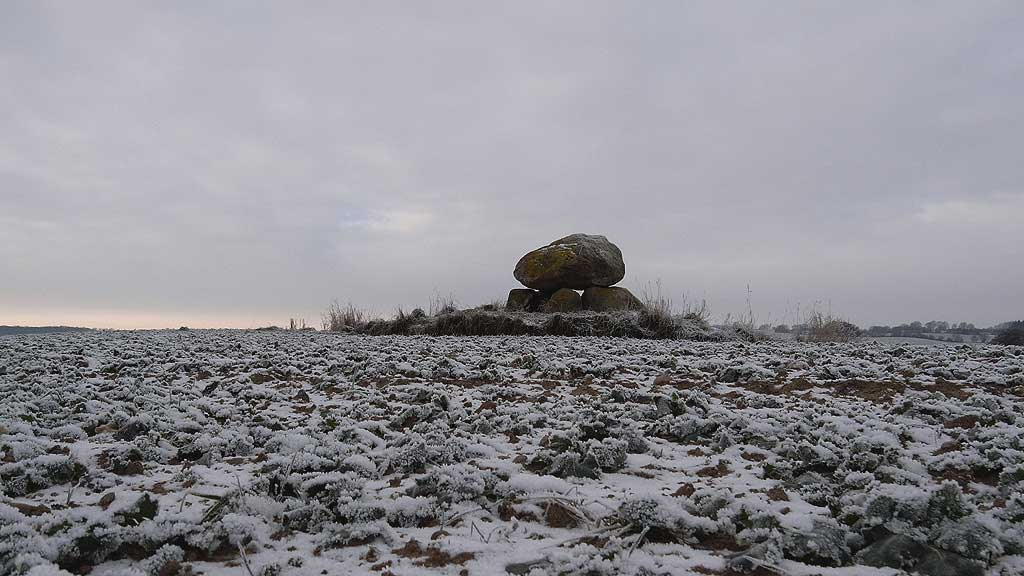
Der Dolmen von Loose im Winter